# Edificio Metropolitan Savings Bank
El Metropolitan Savings Bank Building se inauguró el 22 de mayo de 1867 en la esquina noreste de Third Avenue (ahora Cooper Square) y East 7th Street, en Manhattan, Nueva York (Estados Unidos). El edificio, que fue diseñado por el arquitecto Carl Pfeiffer en estilo Segundo Imperio, tiene cuatro pisos de altura, 14 m de ancho y 23 m de profundidad, y fue considerado en el momento de su apertura como uno de los edificios más finamente construidos, "desde la buhardilla hasta el sótano". Sus fachadas estaban compuestas de mármol blanco, estando el piso superior cerrado por un techo abuhardillado. El edificio era ignífugo, ya que no se utilizaron materiales combustibles durante la construcción, ni interna ni externamente. El costo total de la estructura fue de 150 000 dólares.
El edificio fue designado Monumento Histórico de la Ciudad de Nueva York en 1969, y se agregó al Registro Nacional de Lugares Históricos en 1979. Tiene una dirección alternativa de 61 Cooper Square.

## Diseño de interiores
La sala principal medía 16 m de longitud y 11 m ancho. Su altura era 5 m Sus propiedades acústicas fueron excelentes.
El nogal negro se usó en el interior para construir escritorios, sillas y escaleras. El mobiliario de oficina evocaba un diseño simple y reflejaba un gusto excelente. La habitación del presidente, ubicada detrás de la casa bancaria propiamente dicha, era menos espaciosa, ya que se le dio el máximo espacio a las oficinas. Otra característica del interior era su inmensa caja fuerte.

## Arrendatarios
La construcción ignífuga de la Caja Metropolitana de Ahorros permitió el alquiler rápido de cualquier espacio libre no utilizado por el banco. El sótano y la bodega debajo de él fueron arrendados por diez años a Stuyvesant Safe Deposit Company. El piso justo encima del banco fue alquilado por el Tasador de Impuestos Internos de los Estados Unidos. El tercer piso, que no estaba alquilado cuando se inauguró el edificio, fue alquilado durante una década por la Eastern Star Lodge of Freemasons (lit. Logia de Masones de la Estrella del Este).

## Usos posteriores
En 1937, el edificio fue vendido a la Primera Asamblea de Dios de Ucrania, y desde entonces ha sido utilizado como iglesia, más recientemente por la Primera Iglesia Evangélica Pentecostal de Ucrania.